# Футбольные рекорды в Англии
На этой странице собраны футбольные рекорды в Англии.

## Лига
Рекорды в этом разделе относятся к Футбольной лиге с момента её основания в 1888 году до 1992 года, а также к Премьер-лиге и Футбольной лиге с 1992 года по настоящее время.

### Чемпионские титулы
- Наибольшее количество побед в высшем дивизионе: 20, «Манчестер Юнайтед», "Ливерпуль"
- Наибольшее количество чемпионских сезонов подряд: 4, «Манчестер Сити» (2020/21,  2021/22, 2022/23, 2023/24)

### Наибольшее количество сезонов в высшем дивизионе
- Наибольшее количество сезонов: 118, «Эвертон» (1888—1930, 1931—1951, с 1954 года по настоящее время)
- Наибольшее количество сезонов, проведённых в высшем дивизионе без выбывания из него: 96, «Арсенал» (с 1919 года по настоящее время, хотя с 1939 по 1946 годы чемпионат не проводился из-за Второй мировой войны)

### Наименьшее количество сезонов в высшем дивизионе
- Наименьшее количество сезонов: 1 сезон, совместный рекорд:
  - «Глоссоп Норт Энд»(1899/1900)
  - «Лейтон Ориент» (1962/63)
  - «Нортгемптон Таун» (1965/66)
  - «Карлайл Юнайтед» (1974/75)
  - «Суиндон Таун» (1993/94)
  - «Барнсли» (1997/98)

### Представительства одного графства или города
- Наибольшее количество клубов из одного графства в высшем дивизионе: историческое графство Ланкашир, сезоны 1919/20, 1920/21 и 1921/22, 9 клубов: «Блэкберн Роверс», «Болтон Уондерерс», «Бернли», «Эвертон», «Ливерпуль», «Манчестер Сити», «Манчестер Юнайтед», «Олдем Атлетик» и «Престон Норт Энд»[1]
- Наибольшее количество клубов из одного города в высшем дивизионе: Лондон, сезон 1989/90, 8 клубов: «Арсенал», «Чарльтон Атлетик», «Челси», «Кристал Пэлас», «Миллуолл», «Куинз Парк Рейнджерс», «Тоттенхэм Хотспур» и «Уимблдон»

### Победы
- Наибольшее количество побед в матчах во всех дивизионах: 2216, «Манчестер Юнайтед»[2]
- Наибольшее количество побед в матчах высшего дивизиона: 1936, «Ливерпуль»[3]
- Наибольшее количество побед в сезоне: 33, «Донкастер Роверс» (Третий северный дивизион, сезон 1946/47; завершили сезон с 33 победами, 6 ничейными результатами и 3 поражениями)
- Наибольшее количество победных матчей подряд: 18, совместный рекорд:
  - «Манчестер Сити» (Премьер-лига, 26 августа 2017 — 27 декабря 2017)
  - «Ливерпуль» (Премьер-лига, 27 октября 2019 — 24 февраля 2020)
  - «Арсенал» (Премьер-лига, 10 февраля 2002 — 24 августа 2002)
  - «Манчестер Юнайтед» (Второй дивизион, сезон 1904/05)
  - «Бристоль Сити» (Второй дивизион, сезон 1905/06)
  - «Престон Норт Энд» (Второй дивизион, сезон 1950/51)
- Наибольшее количество победных матчей подряд со старта сезона: 13, «Рединг» (Третий дивизион, сезон 1985/86)
- Наибольшее количество победных матчей подряд со старта сезона в высшем дивизионе: 11, «Тоттенхэм Хотспур» (Первый дивизион, сезон 1960/61)
- Наибольшее количество победных матчей подряд на домашнем стадионе: 25, «Брэдфорд Парк Авеню» (Третий северный дивизион, сезон 1926/27)
- Наибольшее количество победных матчей подряд на выезде: 11, «Челси» (Премьер-лига с 5 апреля по 6 декабря 2008 года)
- Наименьшее количество побед в сезоне: 1, совместный рекорд
  - «Дерби Каунти» (Премьер-лига, сезон 2007/08; завершили сезон с 1 победой, 8 ничейными результатами и 29 поражениями)
  - «Лафборо» (Второй дивизион, сезон 1899/1900; завершили сезон с 1 победой, 6 ничейными результатами и 27 поражениями)
- 100 % побед на домашнем стадионе в рамках одного сезона:
  - «Сандерленд» (13 матчей; Первый дивизион, сезон 1891/92)
  - «Ливерпуль» (14 матчей; Второй дивизион, сезон 1893/94)
  - «Бери» (15 матчей; Второй дивизион, сезон 1894/95)
  - «Шеффилд Уэнсдей» (17 матчей; Второй дивизион, сезон 1899/1900)
  - «Смолл Хит» (17 матчей; Второй дивизион, сезон 1902/1903)
  - «Брентфорд» (21 матч; Третий южный дивизион, сезон 1929/30)

### Ничейные результаты
- Наибольшее количество ничейных результатов в высшем дивизионе: 1135, «Эвертон»[3]
- Наибольшее количество ничейных результатов в сезоне: 23, совместный рекорд[4]:
  - «Норвич Сити» (в 42-матчевом сезоне, Первый дивизион, сезон 1978/79)
  - «Хартлпул Юнайтед» (в 46-матчевом сезоне, Третий дивизион, сезон 1997/98)
  - «Кардифф Сити» (в 46-матчевом сезоне, Третий дивизион, сезон 1997/98)
  - «Фулхэм» (в 46-матчевом сезоне, Четвёртый дивизион, сезон 1986/87)
- Наибольшее количество ничейных результатов подряд: 8[4]:
  - «Торки Юнайтед» (Третий дивизион, сезон 1969/70)
  - «Мидлсбро» (Второй дивизион, сезон 1970/71)
  - «Питерборо Юнайтед» (Четвёртый дивизион сезон 1971/72)
  - «Бирмингем Сити» (Третий дивизион, сезон 1990/91)
  - «Честерфилд» (Лига 1, сезон 2005/06)
  - «Саутгемптон» (Чемпионшип, сезон 2005/06)
  - «Суонси Сити» (Чемпионшип, сезон 2008/09)
- Наибольшее количество матчей без нулевых ничьих: 156
  - «Питерборо Юнайтед» (Чемпионшип, с 2009 по 2013 годы)

### Поражения
- Наибольшее количество поражений в высшем дивизионе: 1546, «Эвертон»[3]
- Наибольшее количество поражений в сезоне: 34, «Донкастер Роверс», (Третий дивизион, сезон 1997/98; завершили сезон с 4 победами, 8 ничейными результатами и 34 поражениями)
- Наименьшее количество поражений в сезоне: 0, совместный рекорд:
  - «Престон Норт Энд» (Первый дивизион, сезон 1888/89; завершили сезон с 18 победами, 4 ничейными результатами и без поражений) (рекорд в высшем дивизионе)
  - «Ливерпуль» (Второй дивизион, сезон 1893/94; завершили сезон с 22 победами, 6 ничейными результатами и без поражений)
  - «Арсенал» (Премьер-лига, сезон 2003/04; завершили сезон с 26 победами, 12 ничейными результатами и без поражений) (рекорд в высшем дивизионе)

### Очки
- Наибольшее количество очков, набранных в высшем дивизионе: 7100, «Ливерпуль»[5]
- Наибольшее количество очков по итогам сезона (2 очка за победу): 74, «Линкольн Сити», (Четвёртый дивизион, сезон 1975/76)
- Наибольшее количество очков по итогам сезона (3 очка за победу): 106, «Рединг», (Чемпионшип, сезон 2005/06)
- Наибольшее количество очков по итогам сезона в высшем дивизионе (2 очка за победу, 42-матчевый сезон): 68 (30 побед и 8 ничейных результатов), «Ливерпуль», (Первый дивизион, сезон 1978/79)
- Наибольшее количество очков по итогам сезона в высшем дивизионе (3 очка за победу, 38 матчей): 100, «Манчестер Сити», (Премьер-лига, сезон 2017/18)
- Наименьшее количество очков по итогам сезона (2 очка за победу): 8, совместный рекорд:
  - «Лафборо» (Второй дивизион, сезон 1899/1900)
  - «Донкастер Роверс» (Второй дивизион, сезон 1904/05)
- Наименьшее количество очков по итогам сезона (3 очка за победу): 11, «Дерби Каунти» (Премьер-лига, сезон 2007/08)

### Серии матчей без поражений
- Самая долгая серия без поражений в чемпионате: 49, «Арсенал» (в Премьер-лиге с 7 мая 2003 года по 24 октября 2004 года), прервана «Манчестер Юнайтед»
- Самая долгая серия без поражений в чемпионате на домашнем стадионе: 86, «Челси» (в Премьер-лиге с 20 марта 2004 года по 26 октября 2008 года), прервана «Ливерпулем»
- Самая долгая серия без поражений в чемпионате на выезде: 29, «Манчестер Юнайтед» (в Премьер-лиге с 19 января 2020 по 16 октября 2021 года), прервана «Лестер Сити»

### Серии матчей без побед
- Самая долгая серия матчей в чемпионате без побед: 36, совместный рекорд
  - «Дерби Каунти» (в Премьер-лиге / Чемпионшипе с 22 сентября 2007 года по 13 сентября 2008 года)
  - «Маклсфилд Таун» (в Лиге 2 со 2 января по 5 мая 2012 года и с 4 августа по 12 октября 2018 года)

### Встречи между клубами
- Наиболее часто встречающиеся между собой клубы в лиге: 198 матчей в чемпионате между «Эвертоном» и «Астон Виллой» (во всех турнирах клубы встречались 212 раз; данные на 2 февраля 2013 года)

### Проведённые матчи (игроки)
- Наибольшее количество матчей в чемпионате: 1005 (849 в Первом дивизионе), Питер Шилтон (с 1966 по 1997 годы)[6]
- Наибольшее количество матчей в чемпионате для полевого игрока: 931, Тони Форд[англ.] (1975—2002)
- Наибольшее количество матчей в чемпионате, сыгранных за один клуб: 770, Джон Троллоп[англ.] («Суиндон Таун», с 1960 по 1980 год)
- Наибольшее количество матчей, сыгранных за один клуб в высшем дивизионе чемпионата Англии: 660, Райан Гиггз («Манчестер Юнайтед», 1991—2014)
- Наибольшее количество матчей в чемпионате, проведённых без перерыва за один клуб: 375, Гарольд Белл[англ.] («Транмир Роверс», с 1946 по 1955 год (401 матч, если учитывать ещё 26 матчей в Кубке Англии))
- Самый возрастной игрок: Нил Макбейн, 51 год и 20 дней (в матче между «Нью-Брайтоном» и «Хартлпул Юнайтед» 15 марта 1947 года)[7]
- Самый юный игрок: Рубен Ноубл-Лазарус, 15 лет и 45 дней (за «Барнсли» в матче против «Ипсвич Таун» 30 сентября 2008 года)[8]

### Забитые мячи

#### Индивидуальные рекорды
- Наибольшее количество забитых мячей в чемпионате: 434, Артур Роули (619 матчей за «Вест Бромвич Альбион», «Фулхэм», «Лестер Сити» и «Шрусбери Таун» с 1946 по 1965 годы)
- Наибольшее количество забитых мячей в высшем дивизионе: 357, Джимми Гривз (516 матчей за «Челси», «Тоттенхэм Хотспур» и «Вест Хэм Юнайтед» с 1957 по 1971 годы)
- Наибольшее количество забитых мячей в сезоне: 60, Дикси Дин («Эвертон» в сезоне 1927/28)
- Наибольшее количество забитых мячей в матче: 10, Джо Пейн[англ.] (за «Лутон Таун» в матче против «Бристоль Роверс» 13 апреля 1936 года)
- Самый быстрый гол: 3,5 секунды, Колин Каупертуайт (за «Барроу» в матче против «Кеттеринг Таун» в 1979 году)[9]
- Самый быстрый гол в дебютном матче игрока в чемпионате: 7 секунд, Фредди Иствуд[англ.] (за «Саутенд Юнайтед» в матче против «Суонси Сити» 16 октября 2004 года)[10]
- Самый быстрый хет-трик (время между первым и третьим голом): 2 минуты 20 секунд, Джеймс Хейтер[англ.] (за «Борнмут» в матче против «Рексема» 23 февраля 2004 года)[11]
- Самый быстрый гол, забитый игроком, вышедшим на замену: 1,8 секунды, Никлас Бентнер (за «Арсенал» в матче против «Тоттенхэм Хотспур» 22 декабря 2007 года)[12]
- Игрок, быстрее других забивший 100 голов в высшем дивизионе чемпионата Англии: Дейв Халлидей (101 матч)[13]
- Наибольшее количество голов, забитых в свои ворота в сезоне: 5, Бобби Стюарт[англ.] (за «Мидлсбро» в сезоне 1934/35)
- Наибольшее количество хет-триков в сезоне: 9, Джордж Кэмселл (за «Мидлсбро» в сезоне 1926/27)
- Самый долгий период, в течение которого вратарь не пропускал мяч в свои ворота: 1311 минут, Эдвин ван дер Сар (вратарь «Манчестер Юнайтед», сезон 2008/09)
- Самый юный игрок, забивший гол: Ронни Дикс[англ.], 15 лет и 180 дней (за «Бристоль Роверс» в матче против «Норвич Сити» 3 марта 1928 года)
- Самый юный игрок, сделавший хет-трик: Тревор Фрэнсис, 16 лет и 317 дней (за «Бирмингем Сити» в матче против «Болтон Уондерерс», 20 февраля 1971)

#### Командные
- Наибольшее количество мячей, забитых в сезоне в рамках чемпионата: 134, «Питерборо Юнайтед» (в Четвёртом дивизионе, сезон 1960/61)
- Наибольшее количество мячей, забитых в сезоне в рамках высшего дивизиона: 128, «Астон Вилла» (в Первом дивизионе, сезон 1930/31)
- Наибольшее количество голов, забитых в матчах высшего дивизиона за всю историю: 7027, «Эвертон»[3]
- Наибольшее количество мячей, забитых в сезоне в рамках чемпионата на домашнем стадионе: 83, «Миллуолл» в сезоне 1927/1928[14]
- Наибольшее количество мячей, забитых в сезоне в рамках чемпионата на выезде: 60, «Арсенал» в сезоне 1930/1931[14]
- Наименьшее количество мячей, забитых в чемпионате в одном сезоне: 18, «Лафборо», (во Втором дивизионе, сезон 1899/1900)
- Наименьшее количество мячей, забитых в высшем дивизионе в одном сезоне: 20, «Дерби Каунти», (в Премьер-лиге, сезон 2007/08)
- Наименьшее количество мячей, забитых в чемпионате на домашнем стадионе в одном сезоне: 10, «Манчестер Сити», (в Премьер-лиге, сезон 2006/07)
- Наибольшее количество пропущенных голов в чемпионате в одном сезоне: 141, «Дарвен» (во Втором дивизионе, сезон 1898/99)
- Наибольшее количество пропущенных голов в высшем дивизионе в одном сезоне: 125, «Блэкпул» (во Первом дивизионе, сезон 1930/31)
- Наибольшее количество голов, пропущенных в матчах высшего дивизиона за всю историю: 6255, «Эвертон»[3]
- Наибольшее количество мячей, пропущенных в сезоне одним вратарём: 85, Пол Робинсон («Лидс Юнайтед», сезон 2003/04)
- Наименьшее количество голов, пропущенных командой в сезоне: 15, совместный рекорд
  - «Престон Норт Энд» (в сезоне 1888/89)
  - «Челси» (в сезоне 2004/05)
- Наименьший коэффициент пропущенных мячей в сезоне: 0,381 пропущенных мячей за матч, «Ливерпуль» (сезон 1978/79) («Челси» пропустил 15 голов в 38-матчевом сезоне 2004/05, имея коэффициент пропущенных мячей 0,395, что выше коэффициента «Ливерпуля», пропустившего 16 мячей в 42-матчевом сезоне)
- Наибольшее количество матчей, в течение которых команда не могла забить: 11, совместный рекорд
  - «Ковентри Сити» (в сезоне 1919/20)
  - «Хартлпул Юнайтед» (в сезоне 1992/93)
- Наибольшее количество голов, забитых в течение одного дня: 209 голов в 44 матчах, 1 февраля 1936 года, суббота
  - В этот день было забито 9 «хет-триков», 3 «покера», а также зафиксировано несколько крупных результатов: так, «Честер Сити» разгромил «Йорк Сити» со счётом 12:0, а «Кру Александра» проиграла «Честерфилду» со счётом 5:6. Интересно, что этот день была зафиксирована всего одна безголевая ничья: противостояние «Олдершота» и «Бристоль Сити» завершилось со счётом 0:0.

### Рекордный счёт в матче
- Рекордная победа: 13:0, совместный рекорд:
  - «Ньюкасл Юнайтед» выиграл у «Ньюпорт Каунти» 13:0 (Второй дивизион, 5 октября 1946 года)
  - «Стокпорт Каунти» выиграл у «Галифакс Таун» 13:0 (Третий северный дивизион, 6 января 1934 года)
- Рекордная победа в высшем дивизионе: 12:0, совместный рекорд:
  - «Вест Бромвич Альбион» выиграл у «Дарвена» 12:0 в сезоне 1891/1892 (4 апреля 1892)[15]
  - «Ноттингем Форест» выиграл у «Лестер Фосс» 12:0 в сезоне 1908/1909 (21 апреля 1909)[15]
- Рекордная победа на выезде: «Порт Вейл» был разгромлен «Шеффилд Юнайтед» со счётом 0:10 (Второй дивизион, 10 декабря 1892 года)
- Рекордная победа на выезде в высшем дивизионе: с разницей 9 голов:
  - «Саутгемптон» был разгромлен «Лестер Сити» со счётом 0:9 (Премьер-лига, 25 октября 2019 года)[16]
- Наибольшее количество забитых голов в матче: 17, матч между «Транмир Роверс» и «Олдем Атлетик», завершившийся со счётом 13:4 (Третий северный дивизион, 26 декабря 1935 года)
- Наибольшее количество забитых голов в матче в высшем дивизионе: 14, «Астон Вилла» выиграла у «Аккрингтона» со счётом 12:2 в сезоне 1891/1892
- Ничья с самым крупным счётом: 6:6, совместный рекорд:
  - «Лестер Сити» 6:6 «Арсенал» (Первый дивизион, 21 апреля 1930 года)
  - «Чарльтон Атлетик» 6:6 «Мидлсбро» (Первый дивизион, 22 октября 1960 года)
- Наибольшее количество побед с двухзначными числами в чемпионате: 5, «Бирмингем Сити» (12:0 в матче с «Уолсолл» 17 декабря 1892 года; 10:2 в матче с «Манчестер Сити» 17 марта 1894 года; 10:1 в матче с «Блэкпул» 2 марта 1901 года; 12:0 в матче с «Донкастер Роверс» 11 апреля 1903 года; 11:1 в матче с «Глоссоп Норт Энд» 6 января 1915 года) (все — во Втором дивизионе)
- Наибольшее количество голов, забитых проигравшей командой: 6, «Хаддерсфилд Таун» (проиграл «Чарльтону» со счётом 6:7, Второй дивизион, 21 декабря 1957)

### Посещаемость стадионов
- Самая высокая посещаемость матча в рамках чемпионата:  83 260, в матче между «Манчестер Юнайтед» и «Арсеналом» (на «Мейн Роуд», Первый дивизион, 17 января 1948 года)
- Наименьшее количество официальных зрителей: 0, пандемия COVID-19 (с июня 2020 года по май 2021 года)

### Дисциплинарные рекорды
- Наибольшее количество красных карточек в матче: 5, совместный рекорд:
  - «Честерфилд» (2 ) против «Плимут Аргайл» (3 ) (22 февраля 1997 года)
  - «Уиган Атлетик» (1 ) против «Бристоль Роверс» (4 ) (2 декабря 1997 года)
  - «Эксетер Сити» (3 ) против «Кембридж Юнайтед» (2 ) (23 ноября 2002 года)
- Наибольшее количество красных карточек за всю карьеру игрока: 13, совместный рекорд:
  - Рой Макдона[англ.] («Уолсолл», «Колчестер Юнайтед», «Эксетер Сити», «Саутенд Юнайтед»)[17][18]
  - Стив Уолш («Уиган Атлетик» и «Лестер Сити»)[17][18]
- Самая быстрая красная карточка: 13 секунд, Кевин Прессманан[англ.] (в составе «Шеффилд Уэнсдей» в матче против «Вулверхэмптона», 13 августа 2000 года)[19]
- Самая быстрая жёлтая карточка: 3 секунды, Винни Джонс (в составе «Челси» в матче против «Шеффилд Юнайтед», 21 марта 1992 года)
- Самая быстрая красная карточка для игрока, вышедшего на замену: 0 секунд, совместный рекорд:
  - Уолтер Бойд («Суонси Сити», 12 марта 2000 года)
  - Кит Гиллеспи («Шеффилд Юнайтед», 20 января 2007 года)

Оба этих игрока вышли на замену и толкнули / ударили локтём соперника до свистка арбитра о возобновлении матча.

### Трансферы
- Рекордная полученная трансферная сумма: £142 млн:
  - Фелипе Коутиньо, из «Ливерпуля» в «Барселону» (7 января 2018)[20]
- Рекордная заплаченная трансферная сумма: £106,8 млн:
  - Энцо Фернандес, из «Бенфики» в «Челси» (31 января 2023)[21]

## Кубок Англии

### Финалы

#### Командные рекорды
- Наибольшее количество побед: 14, «Арсенал» (1930, 1936, 1950, 1971, 1979, 1993, 1998, 2002, 2003, 2005, 2014, 2015, 2017, 2020)
- Наибольшее количество побед подряд: 3, совместный рекорд:
  - «Уондерерс» (1876, 1877, 1878)
  - «Блэкберн Роверс» (1884, 1885, 1886)
- Наибольшее количество поражений в финалах подряд: 3, «Челси» (2020, 2021, 2022)
- Наибольшее количество сыгранных финалов: 21, «Арсенал» (1927, 1930, 1932, 1936, 1950, 1952, 1971, 1972, 1978, 1979, 1980, 1993, 1998, 2001, 2002, 2003, 2005, 2014, 2015, 2017, 2020)
- Наибольшее количество игр в финалах без победы в Кубке Англии: 2, совместный рекорд:
  - «Куинз Парк» (1884, 1885)
  - «Бирмингем Сити» (1931, 1956)
  - «Кристал Пэлас» (1990, 2016)
  - «Уотфорд» (1984, 2019)
- Наибольшее количество игр в финалах без поражений в финальных матчах: 5, «Уондерерс» (1872, 1873, 1876, 1877, 1878)
- Самая крупная победа в финальном матче: 6:0:
  - «Бери» — «Дерби Каунти» (1903)
  - «Манчестер Сити» — «Уотфорд» (2019)
- Наибольшее количество голов в финальном матче: 7:
  - «Блэкберн Роверс» 6:1 «Шеффилд Уэнсдей» (1890)
  - «Блэкпул» 4:3 «Болтон Уондерерс» (1953)
- Наибольшее количество голов, забитых проигравшей командой: 3:
  - «Болтон Уондерерс»: проиграли «Блэкпулу» со счётом 3:4 (1953)
  - «Вест Хэм Юнайтед» забил 3 гола «Ливерпулю» (3:3), но проиграл в серии послематчевых пенальти (2006)
- Наибольшее количество поражений в финалах: 9:
  - «Манчестер Юнайтед» (1957, 1958, 1976, 1979, 1995, 2005, 2007, 2018, 2023)

#### Личные рекорды
- Наибольшее количество побед: 7, Эшли Коул, за «Арсенал» (2002, 2003, 2005) и «Челси» (2007, 2009, 2010, 2012)
- Наибольшее число сыгранных финалов: 9, Артур Киннэрд, за «Уондерерс» (1873, 1875, 1876, 1877, 1878) и «Олд Итонианс» (1879, 1881, 1882, 1883)
- Наибольшее количество голов (в одном финальном матче): 3:
  - Уильям Таунли, «Блэкберн Роверс» (1890)
  - Джеймс Логан[англ.], «Ноттс Каунти» (1894)
  - Стэн Мортенсен, «Блэкпул» (1953)
- Наибольшее количество голов в финалах (суммарно): 5, Иан Раш, «Ливерпуль»
- Самый быстрый гол в финальном матче: 25 секунд, Луи Саа (за «Эвертон» против «Челси», 2009)
- Самый молодой участник финала: Кертис Уэстон («Миллуолл»), 17 лет и 119 дней (2004)
- Самый молодой игрок, забивший гол в финале: Норман Уайтсайд («Манчестер Юнайтед»), 18 лет и 19 дней (1985)
- Самый возрастной участник финала: Билли Хэмпсон[англ.] («Ньюкасл Юнайтед»), 41 год и 257 дня (1924)

### Все раунды
- Самая крупная победа: «Престон Норт Энд» 26:0 «Хайд Юнайтед» (первый раунд, 15 октября 1887)
- Самая крупная победа на выезде: «Клэптон» 0:14 «Ноттингем Форест» (первый раунд, 17 января 1891)
- Наибольшее количество зрителей на матче: 126 047 («Болтон Уондерерс» против «Вест Хэм Юнайтед», «финал белой лошади», 28 апреля 1923)
- Наибольшее число клубов, принявших участие в розыгрыше в течение одного сезона: 763 (2011/12)
- Самое длительное противостояние двух клубов в Кубке Англии: 660 минут (6 матчей), «Оксфорд Сити» против «Алвчерч» (четвёртый квалификационный раунд в сезоне 1971/72; «Алвчерч» выиграл шестой матч со счётом 1:0)
- Самая долгая серия пенальти: 20 ударов со стороны каждой команды, «Танбридж Уэллс» против «Литтлхэмптон Таун»; «Танбридж Уэллс» выиграл со счётом 16:15 (31 августа 2005 года)
- Самая длинная серия матчей в Кубке Англии без поражений: 22 матча, «Блэкберн Роверс» (1884—1886)
- Наибольшее количество голов в Кубке Англии: 49, Гарри Кершем (за «Ноттс Каунти»)
- Наибольшее количество голов в одном матче Кубка Англии: 9, Тед Макдугалл (за «Борнмут энд Боском Атлетик» 20 ноября 1971 года в первом раунде против «Маргейта»)

## Кубок Английской футбольной лиги

### Финалы
- Наибольшее количество побед (команда): 10, «Ливерпуль» (1981, 1982, 1983, 1984, 1995, 2001, 2003, 2012, 2022, 2024)
- Самая крупная победа в финальном матче: 5 голов: «Суонси Сити» 5:0 «Брэдфорд Сити» (2013)
- Наибольшее количество голов в финальном матче: 5 голов (совместный рекорд)
  - «Куинз Парк Рейнджерс» 3:2 «Вест Бромвич Альбион» (1967)
  - «Астон Вилла» 3:2 «Эвертон» (1977) (вторая переигровка)
  - «Ноттингем Форест» 3:2 «Саутгемптон» (1979)
  - «Лутон Таун» 3:2 «Арсенал» (1988)
  - «Челси» 3:2 «Ливерпуль» (2005)
  - «Суонси Сити» 5:0 «Брэдфорд Сити» (2013)
  - «Манчестер Юнайтед» 3:2 «Саутгемптон» (2017)
- Наибольшее количество сыгранных финалов (команда): 14, «Ливерпуль» ((1978, 1981, 1982, 1983, 1984, 1987, 1995, 2001, 2003, 2005, 2012, 2016, 2022, 2024)
- Наибольшее количество побед (игрок): 6, Серхио Агуэро и Фернандиньо («Манчестер Сити»; 2014, 2016, 2018, 2019, 2020, 2021)
- Наибольшее количество поражений в финале: 6, «Арсенал» (1968, 1969, 1988, 2007, 2011, 2018)
- Наибольшее количество игр в финалах без победы в Кубке Английской футбольной лиги: 2:
  - «Вест Хэм Юнайтед»
  - «Эвертон»
  - «Болтон Уондерерс»
  - «Сандерленд»
  - «Саутгемптон»
- Самый быстрый гол в финале Кубка Футбольной лиги: 45 секунд, Йон Арне Риисе (за «Ливерпуль» в матче против «Челси», 2005)

### Все раунды
- Самая крупная победа: 10:0, совместный рекорд:
  - «Вест Хэм Юнайтед» 10:0 «Бери» (второй раунд, ответный матч, 25 октября 1983)
  - «Ливерпуль» 10:0 «Фулхэм» (второй раунд, первый матч, 23 сентября 1986)
- Самая крупная победа (по сумме двух матчей): 11 голов, совместный рекорд:
  - «Ливерпуль» 13:2 «Фулхэм» (первый матч 10:0, ответный матч 3:2, 1986 год)
  - «Бери» 1:12 «Вест Хэм Юнайтед» (первый матч 1:2, ответный матч 0:10, 1983 год)
  - «Ливерпуль» 11:0 «Эксетер Сити» (первый матч 5:0, ответный матч 6:0, 1981 год)
  - «Уотфорд» 11:0 «Дарлингтон» (первый матч 8:0, ответный матч 3:0, 1987 год)
- Наибольшее количество голов в карьере: 49, совместный рекорд:
  - Джефф Херст («Вест Хэм Юнайтед» и «Сток Сити», с 1958 по 1976 год)
  - Иан Раш («Ливерпуль» и «Ньюкасл Юнайтед», с 1980 по 1998 год)
- Наибольшее количество голов в одном матче: 6, Фрэнки Банн (за «Олдем Атлетик» в матче против «Скарборо», 25 октября 1989)
- Наибольшее количество голов, забитых проигравшей командой в одном матче: 5 («Рединг» 5:7 «Арсенал», 30 октября 2012)

## Суперкубок Англии
- Наибольшее количество побед: 21 (17 полноценных, 4 разделённых), «Манчестер Юнайтед» (1908, 1911, 1952, 1956, 1957, 1965, 1967, 1977, 1983, 1990, 1993, 1994, 1996, 1997, 2003, 2007, 2008, 2010, 2011, 2013, 2016)
- Наибольшее количество «разделённых» побед (ничейных исходов): 5, «Ливерпуль»
- Самый крупный счёт: «Манчестер Юнайтед» 8:4 «Суиндон Таун», 1911
- Наибольшее количество матчей (команда): 30, «Манчестер Юнайтед» (1908, 1911, 1948, 1952, 1956, 1957, 1963, 1965, 1967, 1977, 1983, 1985, 1990, 1993, 1994, 1996, 1997, 1998, 1999, 2000, 2001, 2003, 2004, 2007, 2008, 2009, 2010, 2011, 2013, 2016)
- Наибольшее количество матчей (игрок): 15, Райан Гиггз, «Манчестер Юнайтед» (1993, 1994, 1996, 1997, 1998, 1999, 2000, 2001, 2003, 2004, 2007, 2008, 2009, 2010, 2013)
- Наибольшее количество побед (игрок): 9, Райан Гиггз, «Манчестер Юнайтед» (1993, 1994, 1996, 1997, 2003, 2007, 2008, 2010, 2013)
- Наибольшее количество побед подряд (команда): 4, «Эвертон» (1984, 1985, 1986, 1987)
- Наибольшее количество голов (игрок): 6, Гарольд Халс («Манчестер Юнайтед»), Дикси Дин («Эвертон»)

## Тренерские рекорды
- Самая долгая карьера в качестве главного тренера: Фред Эверисс, 46 лет («Вест Бромвич Альбион», с 1902 по 1948 год)[22]
- Самое короткое пребывание в должности главного тренера (за исключением исполняющих обязанности главного тренера): Лирой Росеньор[англ.], 10 минут («Торки Юнайтед», 17 мая 2007 года)[23]
- Наибольшее количество трофеев: сэр Алекс Фергюсон, 38 («Манчестер Юнайтед»)
- Наибольшее количество чемпионских титулов высшего дивизиона: сэр Алекс Фергюсон, 13 («Манчестер Юнайтед»)
- Наибольшее количество побед в Кубке Англии: Арсен Венгер, 7 («Арсенал»)
- Наибольшее количество побед в Кубке Футбольной лиги: 4 (совместный рекорд):
  - Брайан Клаф («Ноттингем Форест»)
  - сэр Алекс Фергюсон («Манчестер Юнайтед»)
  - Пеп Гвардиола («Манчестер Сити»)
  - Жозе Моуринью («Челси» и «Манчестер Юнайтед»)
- Наибольшее количество побед в Суперкубке Англии: сэр Алекс Фергюсон, 10 («Манчестер Юнайтед»)
- Наибольшее количество побед в Межконтинентальном кубке / Клубном чемпионате мира: сэр Алекс Фергюсон, 2 («Манчестер Юнайтед»)
- Наибольшее количество побед в Кубке европейских чемпионов / Лиге чемпионов УЕФА: Боб Пейсли, 3 («Ливерпуль»)
- Наибольшее количество побед в Кубке ярмарок / Кубке УЕФА / Лиге Европы УЕФА: Дон Реви, 2 («Лидс Юнайтед»)
- Наибольшее количество победных матчей в высшем дивизионе чемпионата Англии: сэр Алекс Фергюсон, 625 матчей («Манчестер Юнайтед»)[24]
- Наибольшее количество победных матчей в Кубке европейских чемпионов / Лиге чемпионов УЕФА: сэр Алекс Фергюсон, 110 матчей («Манчестер Юнайтед»)[24]